# Boys for Pele
Boys for Pele é o terceiro álbum de estúdio da cantora e compositora americana Tori Amos.
Precedido pelo primeiro single, "Caught a Lite Sneeze", o álbum foi lançado em 22 de janeiro de 1996, no Reino Unido e em 23 de janeiro, no Estados Unidos. Apesar do álbum ser o material menos acessível de Amos para rádio até hoje, Boys for Pele estreou em #2, na Billboard 200 e UK Top 40, tornando-se sua maior estreia, estando em seu primeiro top 10 da Billboard, é a mais bem sucedida estréia de sua carreira até à data nos EUA.
Amos escreveu todas as faixas, e, pela primeira vez, ela produziu seu próprio álbum. Para Amos, o álbum foi um passo em uma direção diferente, em termos de canto, composição e gravação, e é experimental, em comparação ao seu trabalho anterior.

## Produção
Boys for Pele é o primeiro álbum auto-produzido de Amos, uma tendência que vai continuar através de Unrepentant Geraldines (2014).
Considerando-se o álbum trata do papel da mulher na religião e os relacionamentos, especialmente com Eric Rosse que atuou como produtor de seus dois álbuns anteriores, é apropriado que Amos escolheu ter controle total sobre a produção de Boys for Pele, como uma "tentativa de independência". Do seu primeiro álbum auto-produzido, Amos disse: "Eu estava no ponto que eu não podia responder a ninguém, pois eu estava respondendo a minha vida inteira para alguma figura patriarcal".

## Faixas
Todas as canções foram escritas por Tori Amos.
| N.º | Título                            | Duração |  |
| 1.  | "Beauty Queen/Horses"             | 6:07    |  |
| 2.  | "Blood Roses"                     | 3:56    |  |
| 3.  | "Father Lucifer"                  | 3:43    |  |
| 4.  | "Professional Widow"              | 4:31    |  |
| 5.  | "Mr Zebra"                        | 1:07    |  |
| 6.  | "Marianne"                        | 4:07    |  |
| 7.  | "Caught a Lite Sneeze"            | 4:24    |  |
| 8.  | "Muhammad My Friend"              | 3:48    |  |
| 9.  | "Hey Jupiter"                     | 5:07    |  |
| 10. | "Way Down"                        | 1:13    |  |
| 11. | "Little Amsterdam"                | 4:29    |  |
| 12. | "Talula"                          | 4:08    |  |
| 13. | "Not the Red Baron"               | 3:49    |  |
| 14. | "Agent Orange"                    | 1:26    |  |
| 15. | "Doughnut Song"                   | 4:19    |  |
| 16. | "In the Springtime of His Voodoo" | 5:32    |  |
| 17. | "Putting the Damage On"           | 5:08    |  |
| 18. | "Twinkle"                         | 3:12    |  |

| Japão (edição bônus) |                  |         |  |
| N.º                  | Título           | Duração |  |
| 19.                  | "Toodles Mr Jim" | 3:09    |  |

## Desempenho nas tabelas musicais

### Posições
| Tabela musical (1996)               | Melhor posição |
| ----------------------------------- | -------------- |
| Austrália - ARIA Albums Chart       | 6              |
| Áustria - Ö3 Austria Top 40         | 9              |
| Bélgica - Ultratop 50               | 6              |
| Estados Unidos - Billboard 200      | 2              |
| Finlândia - Suomen virallinen lista | 13             |
| Noruega - VG-lista                  | 27             |
| Nova Zelândia - NZ Top 40 Albums    | 15             |
| Países Baixos - Mega Album Top 100  | 6              |
| Reino Unido - UK Albums Chart       | 2              |
| Suécia - Sverigetopplistan          | 4              |
| Suíça - Schweizer Hitparade         | 14             |